# Adam Campbell
Pour les articles homonymes, voir Campbell.
Adam Campbell, né le 19 août 1980 est un acteur britannique. Il occupe l'un des rôles principaux de la série Great News sur Netflix.

## Vie privée
En 2006, il rencontre son épouse, l'actrice et chanteuse américaine Jayma Mays, sur le tournage du film Big Movie. Ils se sont mariés le 28 octobre 2007. Le 27 avril 2016, il est annoncé qu'ils attendent leur premier enfant. Leur fils Jude est né en août 2016. 

## Filmographie

### Cinéma
- 2006 : Date Movie : Grant Fockyerdoder
- 2007 : Big Movie : Peter Pervertski
- 2007 : Spin : Mick
- 2012 : Cinq ans de réflexion : Gideon
- 2016 : Wolves at the Door : Wojciech Frykowski

### Télévision

#### Séries télévisées
- 2004 : Commando Nanny : Nick
- 2009 : Harper's Island : Cal (11 épisodes)
- 2011 : Off the Map : Urgences au bout du monde : Brian
- 2011 : Up All Night : Trent
- 2011 : Parenthood : Arty Party
- 2012 : Best Friends Forever : Ken Haskins
- 2013 : Wedding Band : Deke Brad
- 2013 : Touch : Tony Rigby (3 épisodes)
- 2013 : 2 Broke Girls : Graham
- 2014 : Mixology : Ron (13 épisodes)
- 2014-2020 : NCIS : Enquêtes spéciales : Ducky Mallard jeune (4 épisodes)
- 2015 : Unbreakable Kimmy Schmidt : Logan Beekman (4 épisodes)
- 2015 : The Comedians : Connor Tate
- 2016 : Dice : Brad Stevens
- 2017-2018 : Great News : Greg Walsh (23 épisodes)
- 2018 : Trial & Error : Dr. Shinewell (2 épisodes)
- 2018 : Speechless : Rowen
- 2019 : Drunk History : George Soper
- 2021 : Piccolo : le conducteur
- 2021 : Annie & Pony : Bill

#### Téléfilms
- 2006 : Making a Spoof : Peter Jackson